# Hassapikos
Hassapikos (Grieks: χασάπικο; Turks: Kasap havası) (of chassapikos) is een verzamelnaam voor diverse traditionele dansen die in heel Griekenland gedanst worden. Er zijn vele varianten. Het vindt zijn oorsprong in Istanboel, Turkije. Het woord hassapikos is afkomstig van het Turkse woord: kasap, wat slager betekent. In Turkije wordt deze traditionele muziek dan ook aangeduid met: (Istanbul) kasap havasi of kortweg Roman havasi.
De dans begint meestal vrij langzaam, en gaat geleidelijk sneller. De Sirtaki is een versimpelde hassapikos die begin jaren zestig gemaakt is voor de film Zorba de Griek.
In Turkije zijn verschillende varianten van het kasap havasi, waaronder Ege kasap havasi, Istanbul kasap havasi en Silifke kasap havasi. Het wordt dan ook gezien als Turkse traditionele muziek.
- Karotsieris